# Pseudyrias prophronis
Pseudyrias prophronis är en fjärilsart som beskrevs av Dyar 1912. Pseudyrias prophronis ingår i släktet Pseudyrias och familjen nattflyn. Inga underarter finns listade.